# Missió: Impossible – Fallout
Missió: Impossible – Fallout o Missió Impossible: Fallout (títol original en anglès: Mission: Impossible – Fallout) és una pel·lícula d'acció i d'espionatge dels Estats Units de 2018 escrita, produïda i dirigida per Christopher McQuarrie. És la sisena entrega de la sèrie de pel·lícules de Mission: Impossible, i la segona a ser dirigida per MacQuarrie després de Mission: Impossible – Rogue Nation (2015), convertint-lo en el primer director a dirigir més d'una pel·lícula de la franquícia. El repartiment inclou Tom Cruise, Ving Rhames, Simon Pegg, Rebecca Ferguson, Sean Harris, Michelle Monaghan i Alec Baldwin, tots els quals reprenen els seus papers de les pel·lícules anteriors, juntament amb Henry Cavill, Vanessa Kirby i Angela Bassett, que s'uneixen a la franquícia. En la pel·lícula, Ethan Hunt i el seu equip han de localitzar el plutoni que falta mentre són controlats per un agent de l'CIA després que una missió vagi malament. La pel·lícula s'ha doblat i subtitulat al català.
Les converses per a una sisena pel·lícula de Missió: Impossible van començar abans de l'estrena de Mission: Impossible – Rogue Nation el 2015. La pel·lícula va ser anunciada oficialment el novembre de 2015, amb McQuarrie confirmant el seu retorn com a guionista i director, així com productor juntament amb J. J. Abrams i Cruise, la setena col·laboració entre la parella. Jeremy Renner va confirmar que no podia aparèixer a la pel·lícula a causa de conflictes de programació amb Avengers: Endgame. El rodatge va tenir lloc entre l'abril de 2017 i el març de 2018 a París, el Regne Unit, Nova Zelanda, Noruega i els Emirats Àrabs Units. La producció va perillar durant dos mesos després d'una lesió de Cruise l'agost de 2017.
Va tenir l'estrena mundial a París el 12 de juliol de 2018, i es va estrenar als Estats Units el 27 de juliol de 2018; va ser la primera de la sèrie a ser estrenada en RealD 3D, i també va tenir una estrena IMAX. Va recaptar 791 milions de dòlars a tot el món, convertint-se en la pel·lícula més taquillera de Cruise fins aleshores, i la pel·lícula més taquillera de la franquícia, superant Mission: Impossible – Ghost Protocol. Va rebre elogis de la crítica per la seva direcció, guió cinematogràfic, cinematografia, seqüències d'acció, acrobàcies, música i actuacions del repartiment, i és considerada per molts crítics com el millor lliurament de la franquícia.
Dues seqüeles sense títol, una d'elles Mission: Impossible – Dead Reckoning Part One, està previst que s'estrenin el novembre de 2021 i 2022, respectivament, ambdues dirigides per McQuarrie. Finalment va estrenar-se el 2023.

## Repartiment
- Tom Cruise com a Ethan Hunt, agent de l'IMF (Força de Missions Impossibles) i líder de l'equip d'operacions.
- Henry Cavill com a August Walker, assassí de la CIA treballant per la divisió d'activitats especials encarregat de vigilar Ethan i el seu equip.
- Ving Rhames com a Luther Stickell, agent de l'IMF, membre de l'equip de Hunt i el seu amic més íntim.
- Rebecca Ferguson com a Ilsa Faust, exagent de l'MI6 aliada amb l'equip de Hunt a Rogue Nation
- Simon Pegg com a Benji Dunn, agent sobre el terreny tàctic de l'IMF i membre de l'equip de Hunt.
- Sean Harris com a Solomon Lane, un geni anarquista que era el líder del Syndicate a Rogue Nation.
- Vanessa Kirby com a Alanna Mitsopolis, traficant d'armes al mercat negre també coneguda com a «vídua blanca».
- Angela Bassett com a Erika Sloane, nova directora de la CIA com a substitua de Hunley i superior de Walker.
- Michelle Monaghan com a Julia Meade, metgessa i exmuller d'Ethan.
- Alec Baldwin com a Alan Hunley, exdirector de la CIA que esdevinué nou secretari de l'IMF al final de Rogue Nation.
- Wes Bentley com a Erik, marit de Julia.
- Frederick Schmidt com a Zola Mitsopolis, germà d'Alanna i executor primari.
- Ross O'Hennessy com a agent britànic.

A més, el director Christopher McQuarrie posa la veu a la cinta de la missió d'Ethan a Belfast. Molts actors que van fer d'operatius del Syndicate a Rogue Nation, incloent-hi Jens Hultén, apareixen en fotografies també vistes a la cinta de la missió. Stuntman Liang Yang interpreta el decoy John Lark, un home que es creu que té l'àlies "John Lark". Kristoffer Joner interpreta Nils Delbruuk, un especialista rogue en armes nuclears. Alix Bénézech interpreta la policia francesa a qui Ethan salva dels homes de Zola a París. Caspar Phillipson hi interpreta un comerciant de plutoni. Wolf Blitzer hi fa un cameo com a ell mateix, una disfressa utilitzada per Dunn.